# Bashnet
Bashnet è una circoscrizione rurale (rural ward) della Tanzania situata nel distretto rurale di Babati, regione del Manyara. Conta una popolazione di 17 725 abitanti (censimento 2022).